# Воинское кладбище № 4 (Граб)
 Памятник культуры Подкарпатского воеводства, регистрационный номер А-295 от 13 июля 1993 года.

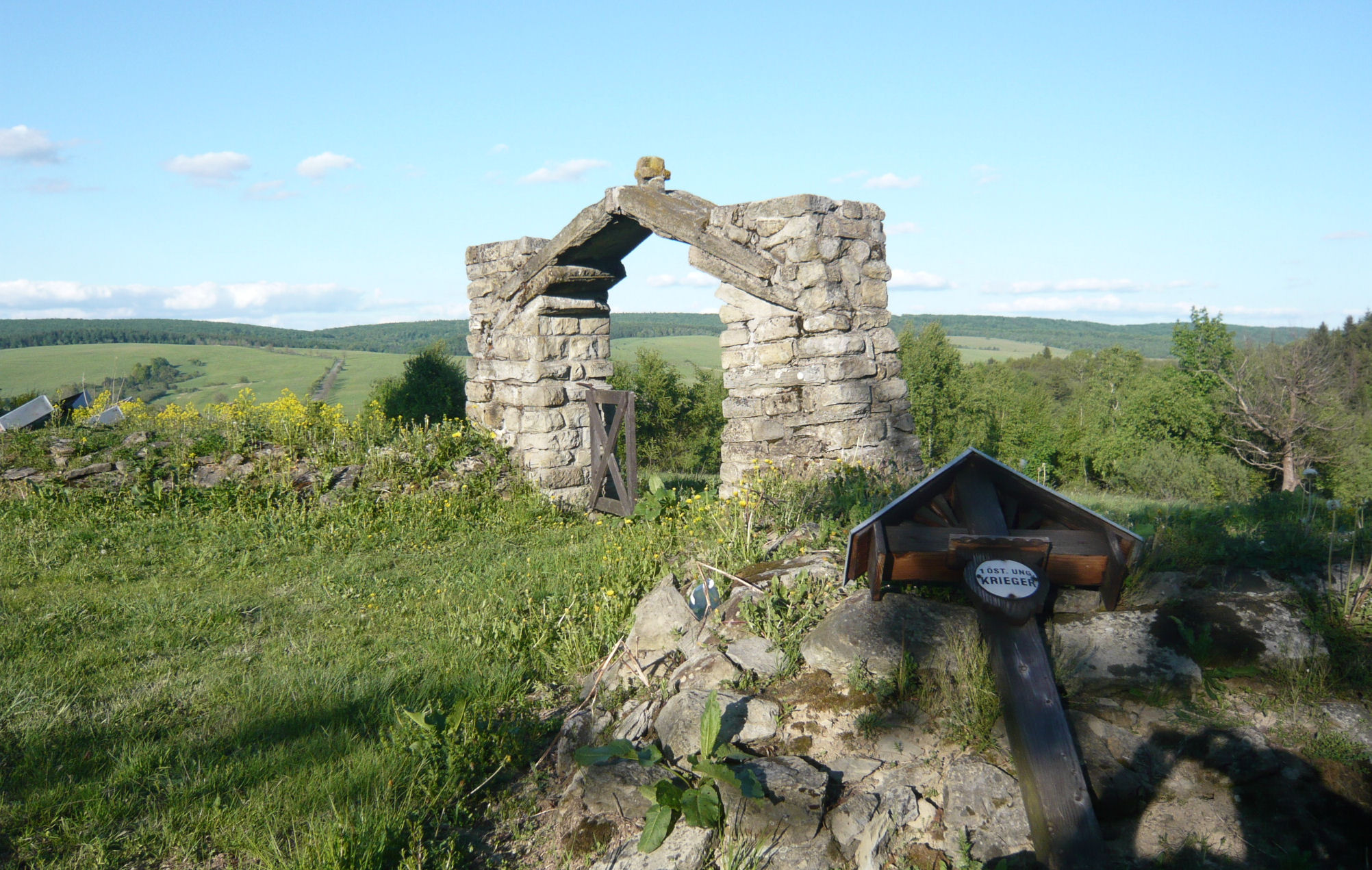
Вход на кладбище

Воинское кладбище № 4 — Граб (пол. Cmentarz wojenny nr 4 - Grab) — воинское кладбище, расположенное в окрестностях села Граб, Подкарпатское воеводство. Кладбище входит в группу Западногалицийских воинских захоронений времён Первой мировой войны. На кладбище похоронены военнослужащие Австрийской и Российской армий, погибшие во время Первой мировой войны. Исторический памятник Подкарпатского воеводства.

## История
Кладбище было основано в 1915 году по проекту словацких архитекторов Душана Юрковича и Адольфа Кашпара. На кладбище площадью 1.809 квадратных метра находятся 31 братских и 53 индивидуальных могил, в которых похоронены 106 австрийских и 37 русских солдат из Ларго-Кагульского 191-го пехотного полка, погибших в январе 1915 года.

## Описание
Напротив входа на кладбище находится памятник, сделанный в виде западнолемковских церквей.
13 июля 1993 года кладбище было внесено в реестр исторических памятников Подкарпатского воеводства (А-295).
В 1995 году был отремонтирован памятник. Во время его восстановления на нём были размещены надписи на польском языке:

« Chcecie zważyć ofiary tej wojny? Do sławy i honoru na jednej szali 
 Dołóżcie jeszcze odrodzoną duszę narodu, 
 a szala i tak uniesie się lekko do góry»

«Хотите взвесить жертвы этой войны? Для славы и чести на одной из чаш
Доложите ещё возрождённую душу народа 
и чаша легко вознесётся ввысь»

«Odrodzenie duszy narodu 
 Wznosi się ponad cierpienie. 
 Boże, zlituj się nad naszą ofiarą 
 I pozwól potomnym 
 Wznieść się tym zwycięstwem ponad groby»

«Возрождённая душа народа
 Возвышается над страданиями 
 Боже, смилуйся над нашей жертвой 
 И позволь потомкам 
 Вознестись этой победой над смертью»

На памятнике также находится мемориальная табличка о спонсорах восстановления: «Ten cmentarz żołnierski nr 4 odnowiony został w latach 1992—1995 przy współpracy polsko-austriackiej, w szczególności z udziałem gminy Krempna i żołnierzy 54 Pułku Obrony Kraju ze Styrii» (Это воинское кладбище № 4 восстановлено в годах 1992—1995 при польско-австрийском сотрудничестве местного населения из гмины Кремпна и солдатами 54 полка обороны страны из Штирии).

## Источник
- Jerzy Drogomir: Polegli w Galicji Zachodniej 1914—1915 (1918). Wykazy poległych, zmarłych i pochowanych na 400 cmentarzach wojskowych w Galicji Zachodniej.. Tarnów: Muzeum Okręgowe w Tarnowie tom I, 1999, s. 210. ISBN 83-85988-26-2.
- Roman Frodyma: Galicyjskie cmentarze wojenne, tom I. Beskid niski i Pogórze. Warszawa — Pruszków: Oficyna Wydawnicza «Rewasz», 1995, s. 31-32. ISBN 83-85557-20-2.
- red. Stanisław Mendelowski: Krempna : atrakcyjna gmina Beskidu Niskiego. Krosno: P.U.W. «Roksana», 2008, s. 92. ISBN 978-83-7343-280-9 (ошибоч.)  (pol.)